# Weeney Bay
Weeney Bay är en vik i Australien. Den ligger i delstaten New South Wales, i den sydöstra delen av landet, omkring 18 kilometer söder om delstatshuvudstaden Sydney.
Genomsnittlig årsnederbörd är 1 507 millimeter. Den regnigaste månaden är juni, med i genomsnitt 232 mm nederbörd, och den torraste är juli, med 39 mm nederbörd.